# Silverbäckegöl
Silverbäckegöl är en sjö i Högsby kommun i Småland och ingår i Emåns huvudavrinningsområde. Silverbäckegöl ligger i Gölekärret och Rödgölemossen Natura 2000-område.